# Alfredo Berti
Alfredo Jesús Berti (Empalme Villa Constitución, 5 ottobre 1971) è un allenatore di calcio ed ex calciatore argentino, di ruolo centrocampista, tecnico dell' Independiente Rivadavia.

## Palmarès

### Giocatore

#### Competizioni nazionali
- Campionato argentino: 3

Newell's Old Boys: Clausura 1992
Boca Juniors: Apertura 1998, Clausura 1999